# Hans-Dieter Saretzki
Hans-Dieter Saretzki (* 13. Juli 1942 in Bielefeld; † 1. September 2014) war ein deutscher Sänger und Gesangspädagoge.

## Leben
Hans-Dieter Saretzki studierte Gesang an der Kölner Musikhochschule bei Heinz Marten.
Er unterrichtete seit 1972 an der Robert Schumann Hochschule in Düsseldorf, wo er seit 1998 Mitglied des Senates und Lehrbeauftragtensprecher war. Zusammen mit der Westfälischen Kantorei produzierte er zahlreiche Schallplatteneinspielungen und Rundfunkaufnahmen mit Werken Heinrich Schütz, Felix Mendelssohn Bartholdy und Hugo Distler.
Hans-Dieter Saretzki war der Zwillingsbruder des Kirchenmusikers Karl-Heinz Saretzki.

## Schüler
- Martin Bambauer
- Dirk Elsemann
- Jürgen Kohl
- Elisabeth Popien (Cantus Cölln)
- Michael Speer
- Wolfram Wittekind
- Frank Stinder
- Elisabeth Esch
- Anita Renc
- Daniel Kirch
- Dominik Wortig

## Tonaufnahmen
- Gioachino Rossini: Petite Messe solennelle
- Hugo Distler Choralmotetten